# Saint-Christophe-en-Boucherie
Saint-Christophe-en-Boucherie är en kommun i departementet Indre i regionen Centre-Val de Loire i de centrala delarna av Frankrike. Kommunen ligger i kantonen La Châtre som tillhör arrondissementet La Châtre. År 2022 hade Saint-Christophe-en-Boucherie 234 invånare.

## Befolkningsutveckling
Antalet invånare i kommunen Saint-Christophe-en-Boucherie
Referens:INSEE